# جاك ديكين (لاعب كرة قدم)
جاك ديكين (بالإنجليزية: Jack Deakin)‏ (1873 في المملكة المتحدة - ) هو لاعب كرة قدم بريطاني (وحمل سابقاً جنسية المملكة المتحدة لبريطانيا العظمى وأيرلندا) في مركز الدفاع. لعب مع ستوك سيتي وDresden United F.C. ‏.